# Kung Fu Bear
Kung Fu Bear es un meme de Internet que involucra a un oso negro asiático que hábilmente gira, lanza y atrapa un bastón largo.
El oso Claude es residente del zoológico Asa en Hiroshima, Japón. Cuando llegó por primera vez al zoológico en 2002, los cuidadores le proporcionaron palos largos para jugar. Claude se ha convertido en un experto en manipularlos con un estilo que recuerda a una actuación de Kung Fu.
Cuando los videos del comportamiento de Claude se publicaron por primera vez en Internet en 2007, muchos espectadores sospecharon que eran producto de trucos de cámara u otro fraude. Los reporteros de CNN, CBS y Telegraph han confirmado que las habilidades de Claude son genuinas. En junio de 2010, los videos se han visto más de dos millones de veces en YouTube, CNN.com y otros sitios web. (Algunas versiones del video fueron finalmente retiradas de YouTube, debido al uso de la canción de Carl Douglas «Kung Fu Fighting», que infringía los derechos de autor; por lo que su popularidad es mayor de lo que indican los conteos de espectadores que se muestran actualmente).